# استفان کرینر
استفان کرینر (انگلیسی: Stefan Kreiner؛ زادهٔ ۳۰ اکتبر ۱۹۷۳)از برندگان مدال‌های بازی‌های المپیک اهل اتریش است.